# Koleśnik
Koleśnik [kɔˈlɛɕnik] là một khu định cư ở khu hành chính của Gmina Biały Bór, thuộc hạt Szczecinek, West Pomeranian Voivodeship, ở phía tây bắc Ba Lan. Nó nằm khoảng 14 kilômét (9 mi) về phía đông nam của Biały Bór, 18 km (11 mi) về phía đông bắc của Szczecinek và 160 km (99 mi) về phía đông của thủ đô khu vực Szczecin.
Trước năm 1945, khu vực này là một phần của Đức. Đối với lịch sử của khu vực, xem Lịch sử của Pomerania.
Khu định cư có dân số 20 người.